# Bruce C. Clarke
Le général Bruce Cooper Clarke, né le 29 avril 1901 à Adams (État de New York) et mort le 17 mars 1988, est un commandant de la Continental Army Command de 1958 à 1960 et le commandant de la 7e armée des États-Unis de 1960 à 1962. Il a également commandé la United States Army Pacific à partir de décembre 1954 jusqu'à avril 1956.

### Sources
- (en) Cet article est partiellement ou en totalité issu de l’article de Wikipédia en anglais intitulé « Bruce C. Clarke » (voir la liste des auteurs).